# William Stanley, 6.º Conde de Derby

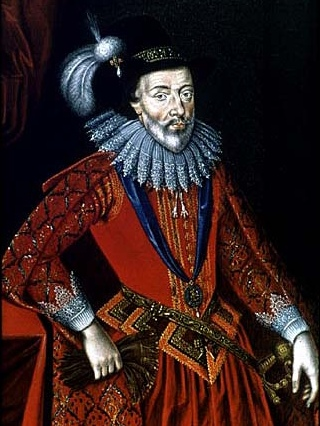
Stanley, o sexto Conde de Derby.

William Stanley, 6.º Conde de Derby (* 20 de Julho de 1561 – 29 de Setembro de 1642) foi um nobre inglês.
Foi filho de Henry Stanley, 4.º Conde de Derby e de Lady Margaret Clifford. Sua mãe foi herdeira presuntiva da Isabel I de Inglaterra.
Seus avós maternos foram Henry Clifford, 2.º Conde de Cumberland e Lady Eleanor Brandon. Eleanor foi a trigésima filha de Charles Brandon, 1.º Duque de Suffolk e de Mary Tudor. Mary foi a quinta filha de Henrique VII de Inglaterra e de Isabel de York. 
Stanley casou-se com Elizabeth de Vere, filha de Eduardo de Vere, 17.º Conde de Oxford e de Anne Cecil.

## Stanley como Shakespeare
William Stanley é citado por determinados estudiosos como o verdadeiro autor das obras de William Shakespeare. Um dos principais argumentos em apóio desta proposição é um par de cartas de 1599 escritas pelo Jesuíta espião George Fenner no qual se informa que Derby está "ocupado escrevendo peças para atores em comum". Ferdinando Stanley, seu irmão mais velho, formou um grupo de atores que evoluiu para o The King's Men. É possível que a primeira encenação de Sonho de Uma Noite de Verão tenha sido realizada em seu banquete de casamento. 
Derby também foi intimidamente associado a William Herbert, 3.º Conde de Pembroke e seu irmão Philip Herbert, 4.º Conde de Pembroke, os dois nomes dedicados no First Folio de Shakespeare de 1623.